# Davy Crockett (fumetto)
Davy Crockett è una serie a fumetti ispirata al famoso romanzo Davy Crockett, pubblicata dalla rivista per ragazzi Vaillant dal 1957. Fu creata dallo sceneggiatore Jean Ollivier e dagli illustratori Eduardo Teixeira Coelho e Kline.

## Pubblicazione inVaillant
| Numero di pubblicazione              | Titolo                    | Designer                | Sceneggiatori | Lunghezza | Data di pubblicazione         |
| ------------------------------------ | ------------------------- | ----------------------- | ------------- | --------- | ----------------------------- |
| Da Valliant n. 627 a Valliant n. 632 | La freccia rubiconda      | Eduardo Teixeira Coelho | Jean Ollivier | 12 tavole | dal 17/05/1957 al 21/06/1957  |
| Da Valliant n. 633 a Valliant n. 640 | Uno scatto audace         | Eduardo Teixeira Coelho | Jean Ollivier | 16 tavole | dal 28/06/1957 al 16/08/1957  |
| Da Valliant n. 641 a Valliant n. 647 | Mississippi               | Eduardo Teixeira Coelho | Jean Ollivier | 16 tavole | dal 23/08/1957 al 04/10/1957  |
| Da Valliant n. 648 a Valliant n. 656 | La valle della paura      | Eduardo Teixeira Coelho | Jean Ollivier | 13 tavole | dall'11/10/1957 al 06/12/1957 |
| Da Valliant n. 773 a Valliant n. 785 |                           | Kline                   | Jean Ollivier |           |                               |
| Da Valliant n. 786 a Valliant n. 798 | Sulla frontiera selvaggia | Kline                   | Jean Ollivier |           |                               |
| Da Valliant n. 799 a Valliant n. 823 | Le lontre                 | Kline                   | Jean Ollivier |           |                               |
| Da Valliant n. 824 a Valliant n. 843 | Valle felice              | Kline                   |               |           |                               |
| Da Valliant n. 844 a Valliant n. 863 | Cuore fedele              | Kline                   |               |           |                               |
| Da Valliant n. 864 a Valliant n. 889 | Ohio Fires                | Kline                   |               |           |                               |

## Pioniere
Il giornale dei ragazzi italiani dell API "Pioniere nel 1957 dal n. 20 in poi pubblico alcune storie tradotte in italiano. Troviamo in lingua italiana delle copertine e alcuni racconti di Davy Crockett già pubblicati su Vaillant.

## Ristampe
- Davy Crockett, disegno di Eduardo Teixeira Coelho e sceneggiatura di Jean Ollivier, collezione. "Immagini e avventure", supplemento del periodico Vaillant, 1960.
  - La freccia rubiconda
  - Uno scatto audace
  - Mississippi
  - La valle della paura

Album ristampato nel 2016 con il titolo The King of the Wild Frontier (edizione non autorizzata).
- Davy Crockett contre les hommes ottres, disegno di Kline e sceneggiatura di Jean Ollivier e Claude Boujon[2], collezione "Immagini e avventure", periodico Vaillant, 1963.
  - Davy Crockett contro gli uomini di lontre
  - Valle felice
  - Cuori fedeli
- Davy Crockett sur la piste brûlée, disegno di Kline e sceneggiatura di Jean Ollivier e Jean Saluste[3], coll. "Immagini e avventure", periodico Vaillant, 1964.
  - Sulla pista bruciata
  - Il segno dell'odio
  - La parata degli Appalachi

## Traduzioni
- Portoghese (solo i racconti disegnati da Eduardo Teixeira Coelho): tradotti e ripubblicati in Mundo de Aventuras (PT) nel 1958 e 1959.[4]